# Parc national Malá Fatra
Le parc national Malá Fatra ou parc national de la petite Fatra (en slovaque : Národný park Malá Fatra) est situé dans le nord-ouest de la Slovaquie dans le massif des Malá Fatra. Il a une superficie de 226,3 km² et une zone tampon de 232,62 km². Le parc a été déclaré en 1988. Entre 1967 et 1988, c’était une zone paysagère protégée. Administrativement, il est en partie sur la région de Žilina sur les districts de Žilina, Martin, Dolný Kubín.

## Géographie
Le parc est situé dans la chaîne de montagnes des Carpates occidentales. Il est situé dans son entièreté dans une zone de massif montagneux qui culmine à 1 708,7 m au mont Veľký Kriváň. La montagne est couverte principalement de forêts mixtes de hêtres, à des altitudes plus élevées avec des sapins et des épicéas. Les forêts de pins et les prairies se trouvent à des altitudes plus élevées. Environ 83 % de la superficie est couverte de forêts.
La faune comprend:
- aigle royal (Aquila chrysaetos)
- hibou grand-duc (Bubo bubo)
- cigogne noire (Ciconia nigra))
- ours brun (Ursus arctos)
- lynx (Lynx lynx)
- fouine (Martes foina)
- Loutre d’Europe (Lutra lutra)
- chat sauvage (Felis silvestris)
- loup gris (Canis lupus)

## Lieux remarquables
- Kryštálová jaskyňa (Grotte de cristal) avec décoration de calcite, située dans la montagne Malý Rozsutec
- la cascade de Šútovo, haute de 38 mètres
- châteaux, tels que le château de Strečno et Starhrad
- architecture traditionnelle : villages de Štefanová et Podšíp
- Centres folkloriques slovaques, tels que le village de Terchová
- Jánošíkove diery - système de gorges et canyons

## Galerie

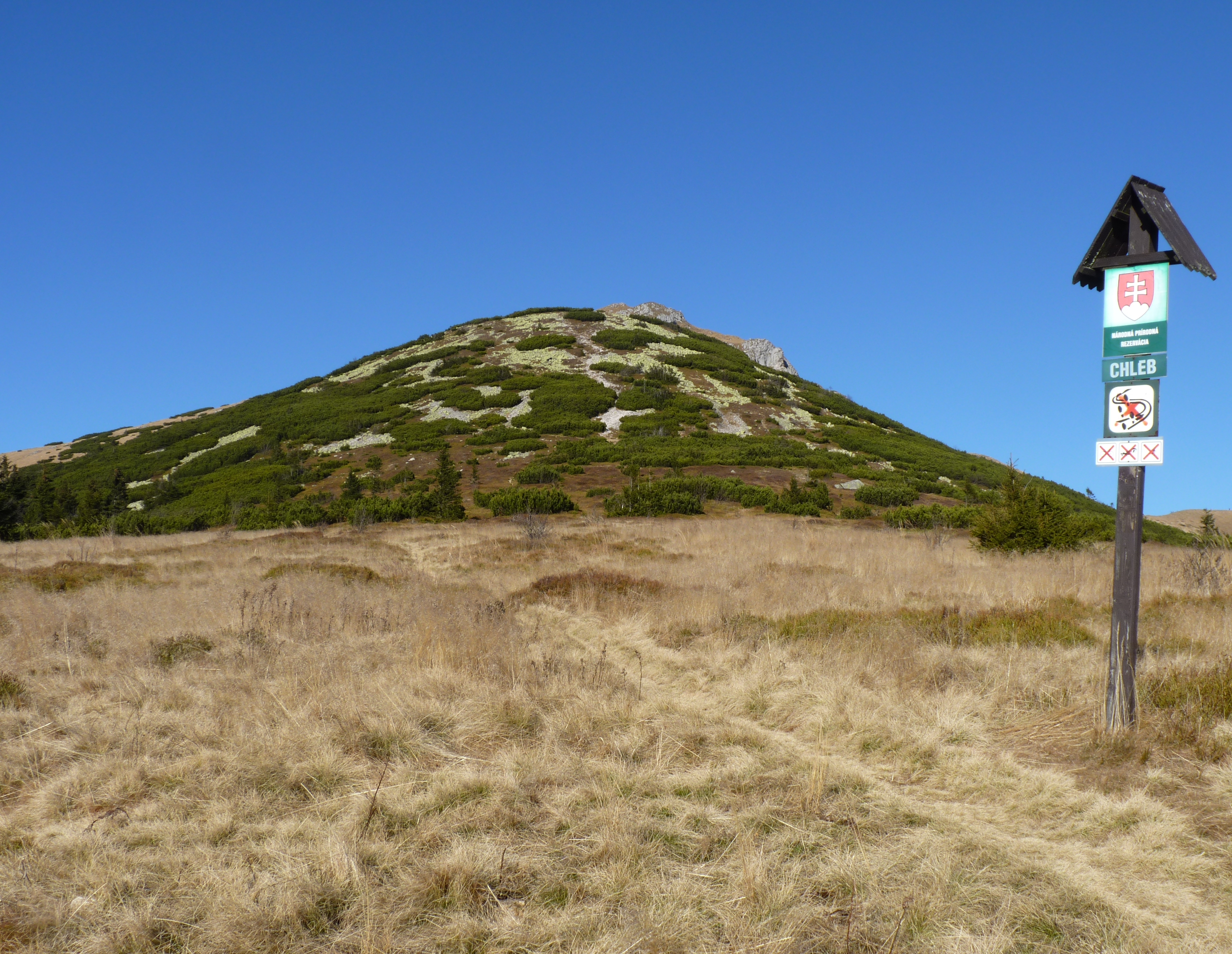
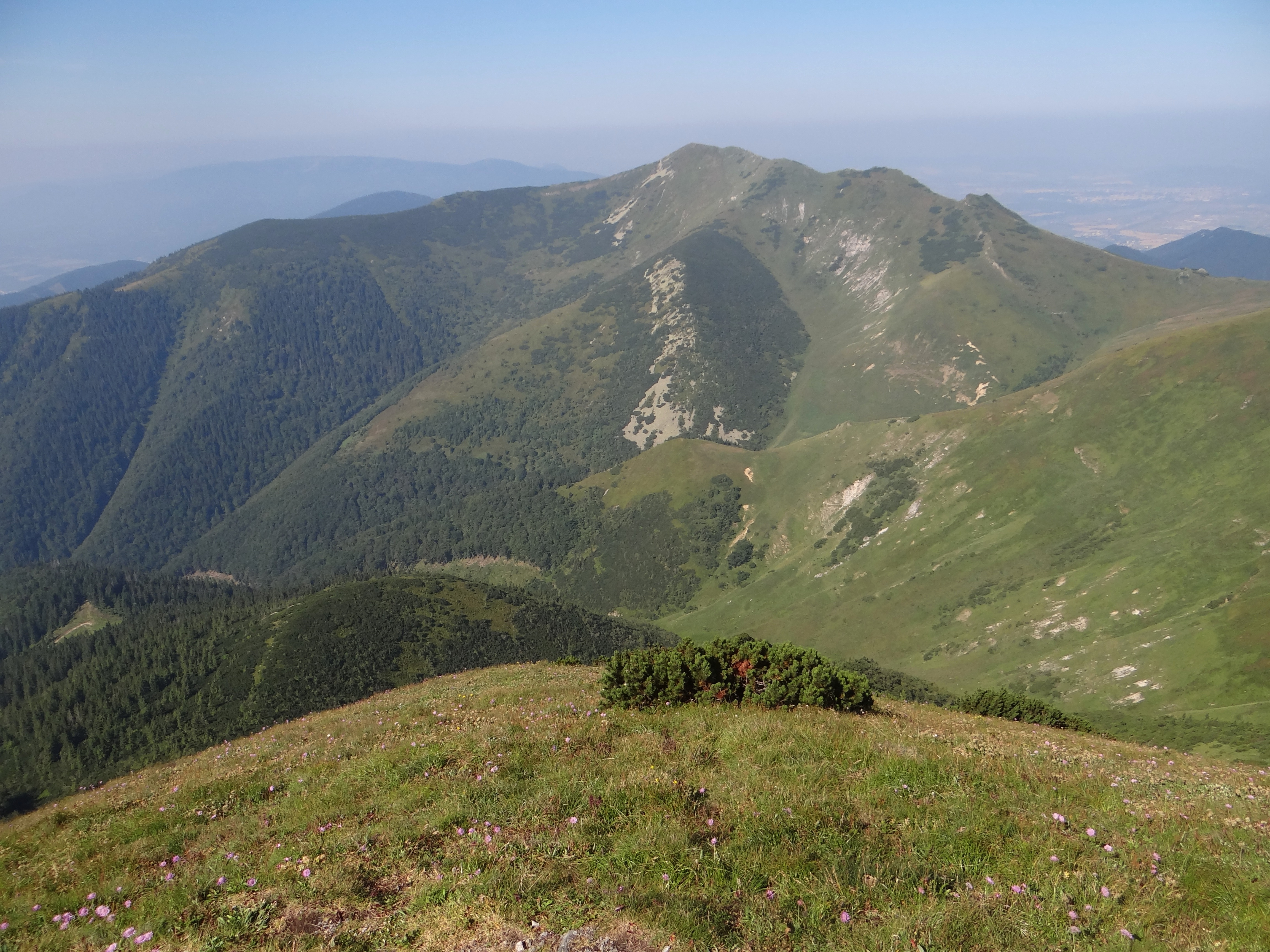
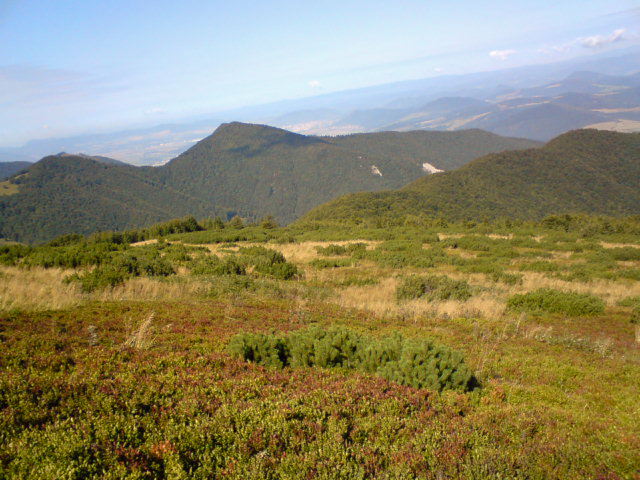
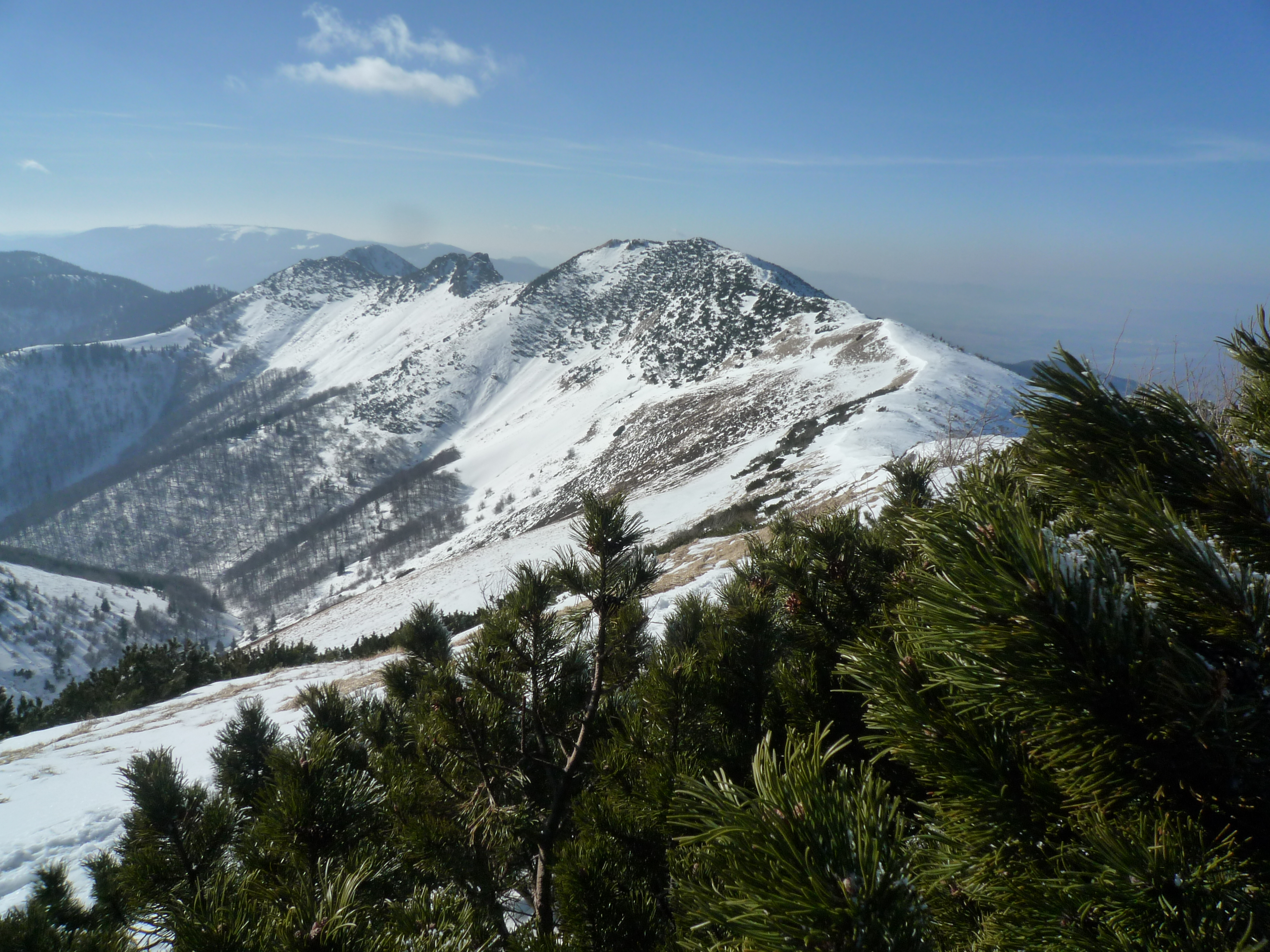
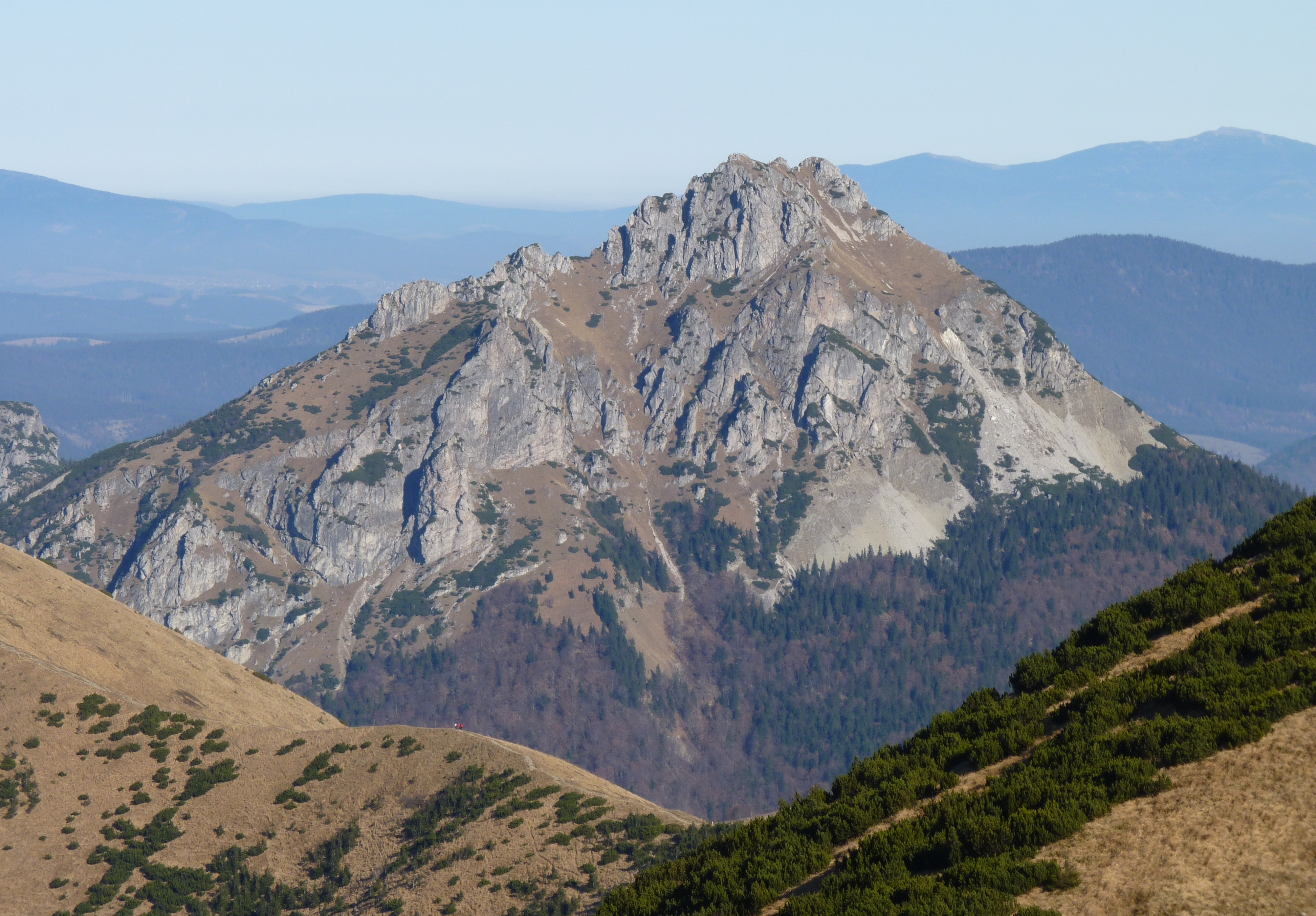
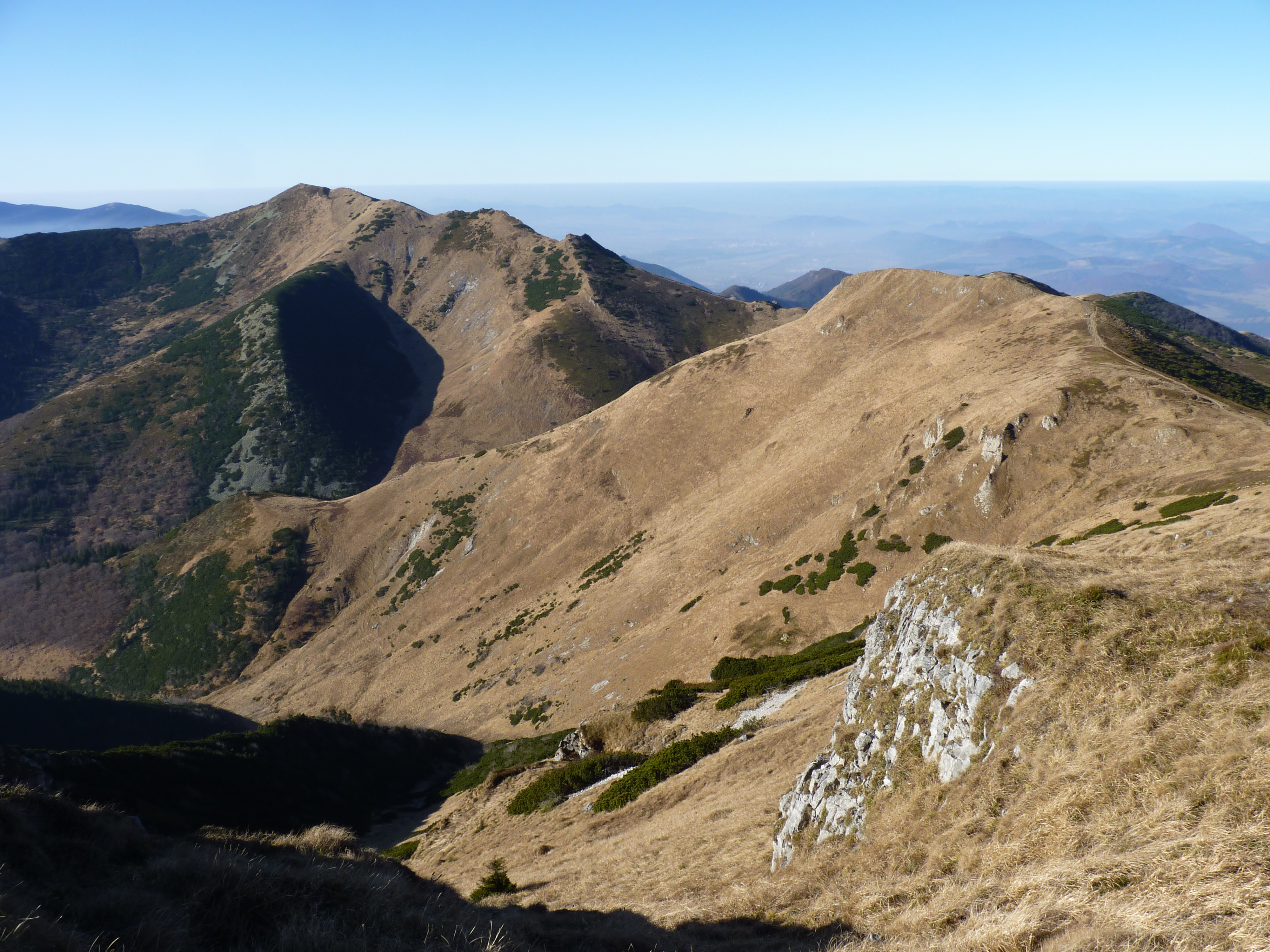
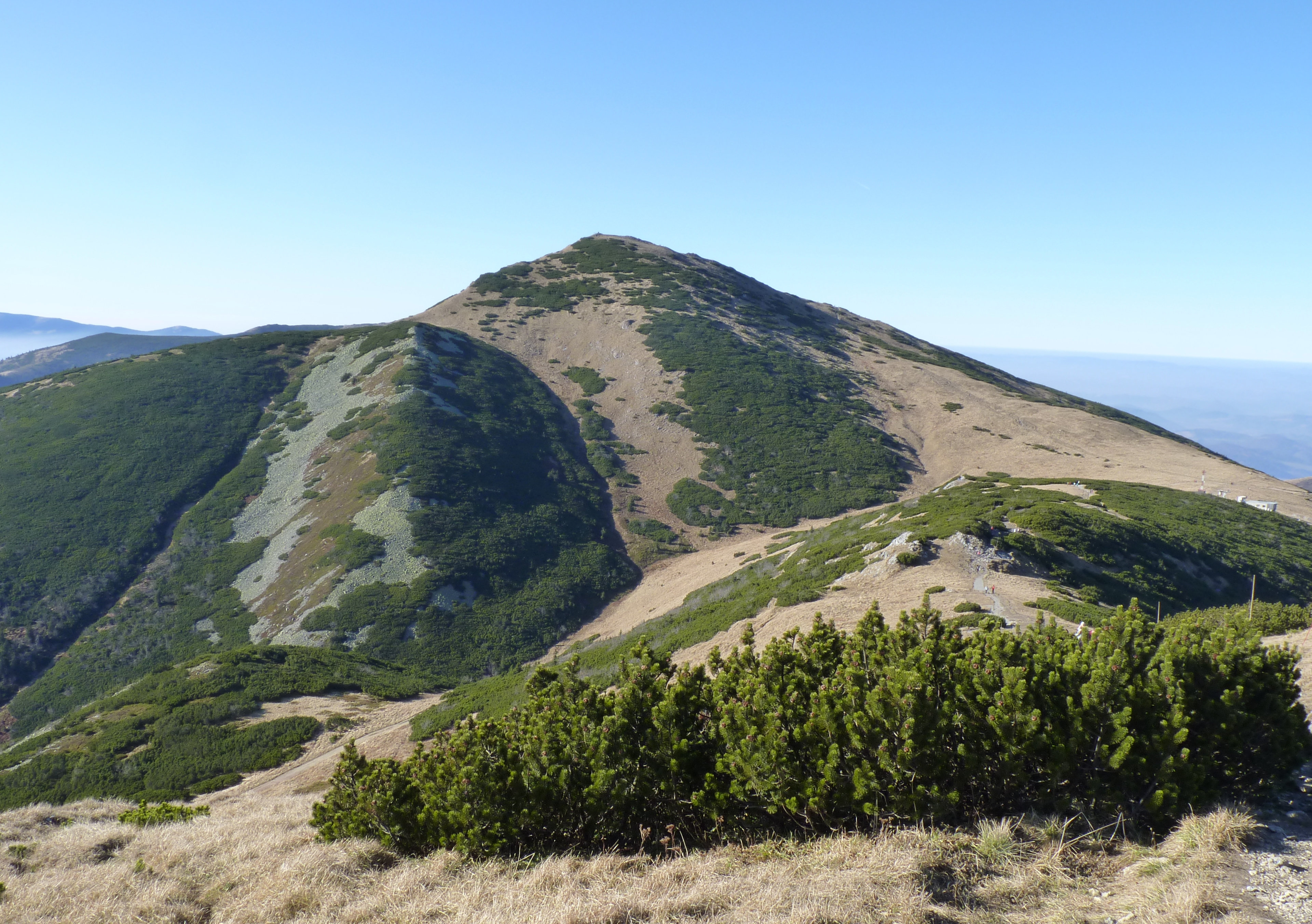